# ダブ・コテージ

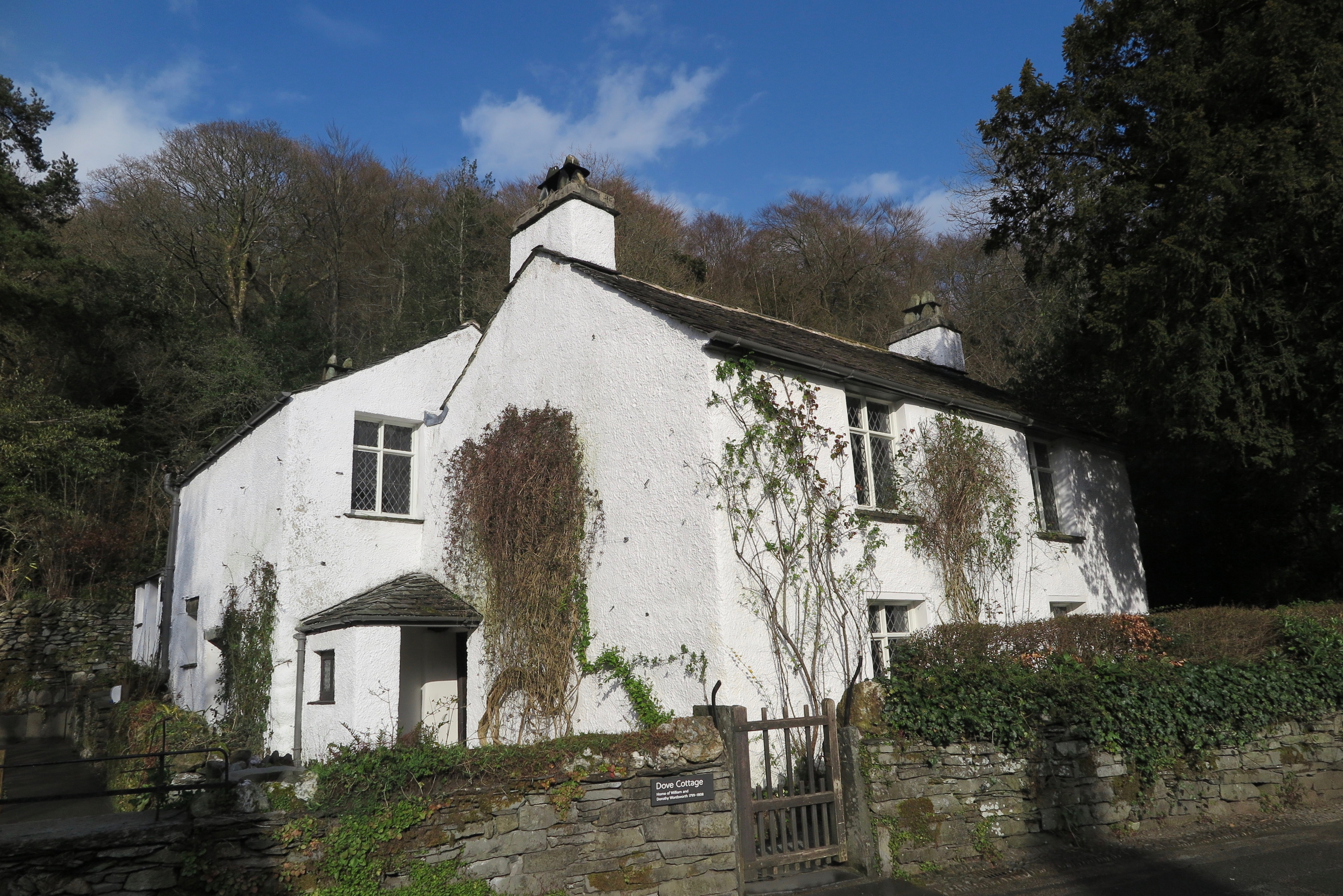
ダブ・コテージの外観

ダブ・コテージ (英語: Dove Cottage) は、イングランドの湖水地方にあるグラスミアの端にある家である。1799年12月から1808年5月まで、詩人のウィリアム・ワーズワースとその妹ドロシー・ワーズワースが8年間以上「生活は質素に、思想は高邁に」(plain living, but high thinking) 過ごした家として最もよく知られている。この時期に、ウィリアムは「不滅の予感」(Ode: Intimations of Immortality)、「義務への頌歌」(Ode to Duty)、「わが心は躍る」(My Heart Leaps Up)、「雲のように孤独にさまよった」(I Wandered Lonely as a Cloud)、そして自伝的叙事詩「序曲」（The Prelude）の一部など、今日記憶されている詩の多くを執筆した。
ウィリアム・ワーズワースは 1802年にメアリーと結婚し、妻と妹がダブ・コテージのワーズワース家に加わった。家族は急速に増え、4年間で3人の子供が生まれた。ワーズワース家は1808年にダブ ・コテージを出て、より広い下宿先を探した。コテージはその後、トマス・ド・クインシーが数年間住んでいたが、その後、次々と借家人に貸し出された。このコテージは1890年にワーズワース財団に買収され、1891年にワーズワース文学館として一般公開された。この家はグレードIの指定建造物であり、ワーズワースの時代からほとんど変わっていない。敷地内には、原稿、書籍、芸術作品を収蔵するジャーウッドセンターと、1981年にオープンした記念館もある。

## ワーズワース以前
ダブ・コテージは17世紀初頭、南はアンブルサイドから北はケズウィックに至る主要道路沿いに建てられた。おそらくパブとして建てられたもので、1617年にウェストモアランドのパブの一覧に「ダブ・アンド・オリーブ」という宿屋として初めて記録が残っている。1793年に閉店するまで、パブとして営業を続け、「ダブ・アンド・オリーブの枝」と呼ばれることもあった。このコテージの歴史は、ワーズワースの1806年の詩「荷馬車夫」で触れられており、主人公が「かつてはダブとオリーブの枝がグラスミア渓谷に入るすべての人に上等なビールの挨拶をしていた場所」を通り過ぎる場面がある。
建物は地元の石で造られており、壁は石灰で塗られ、屋根はスレートぶきである。1階には4つの部屋があり、2階にも4つの部屋がある。
1階の部屋には、当時の湖水地方のしっかりした家によく見られるオーク材のパネルとスレートの床が残っており、パブの酒場という本来の機能にふさわしいものである。暖炉は1790年代に改造され、伝統的な湖水地方の泥炭ではなく石炭を燃やせるようになった。

## ワーズワース

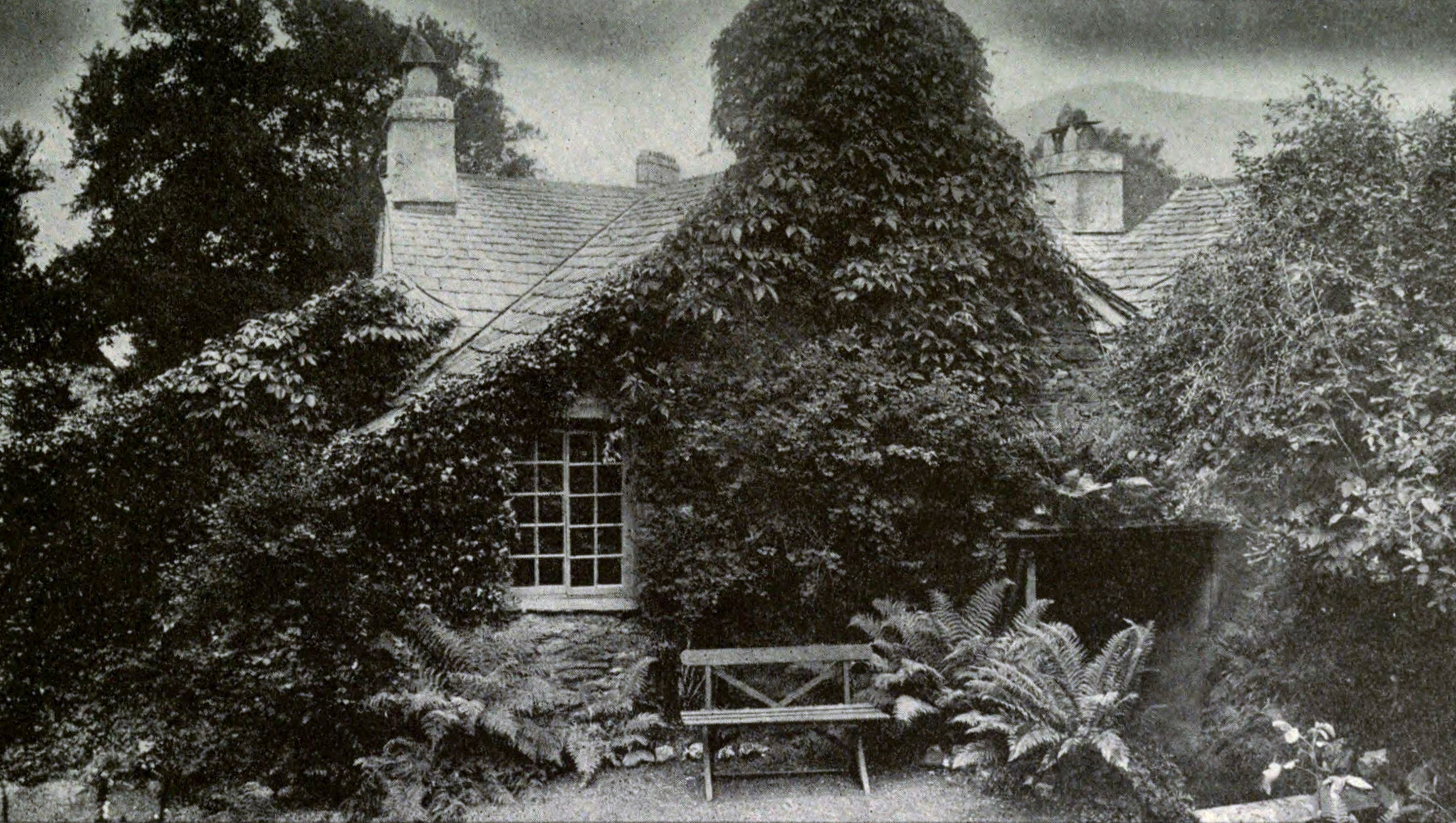
庭から見たダブ・コテージ、1920年頃

ウィリアム・ワーズワースは1770年にカンバーランドのコッカーマスで生まれ、子供の頃から湖水地方を熟知していた。1787年にケンブリッジ大学で学ぶために移住し、その後12年間イギリスとヨーロッパを旅した。

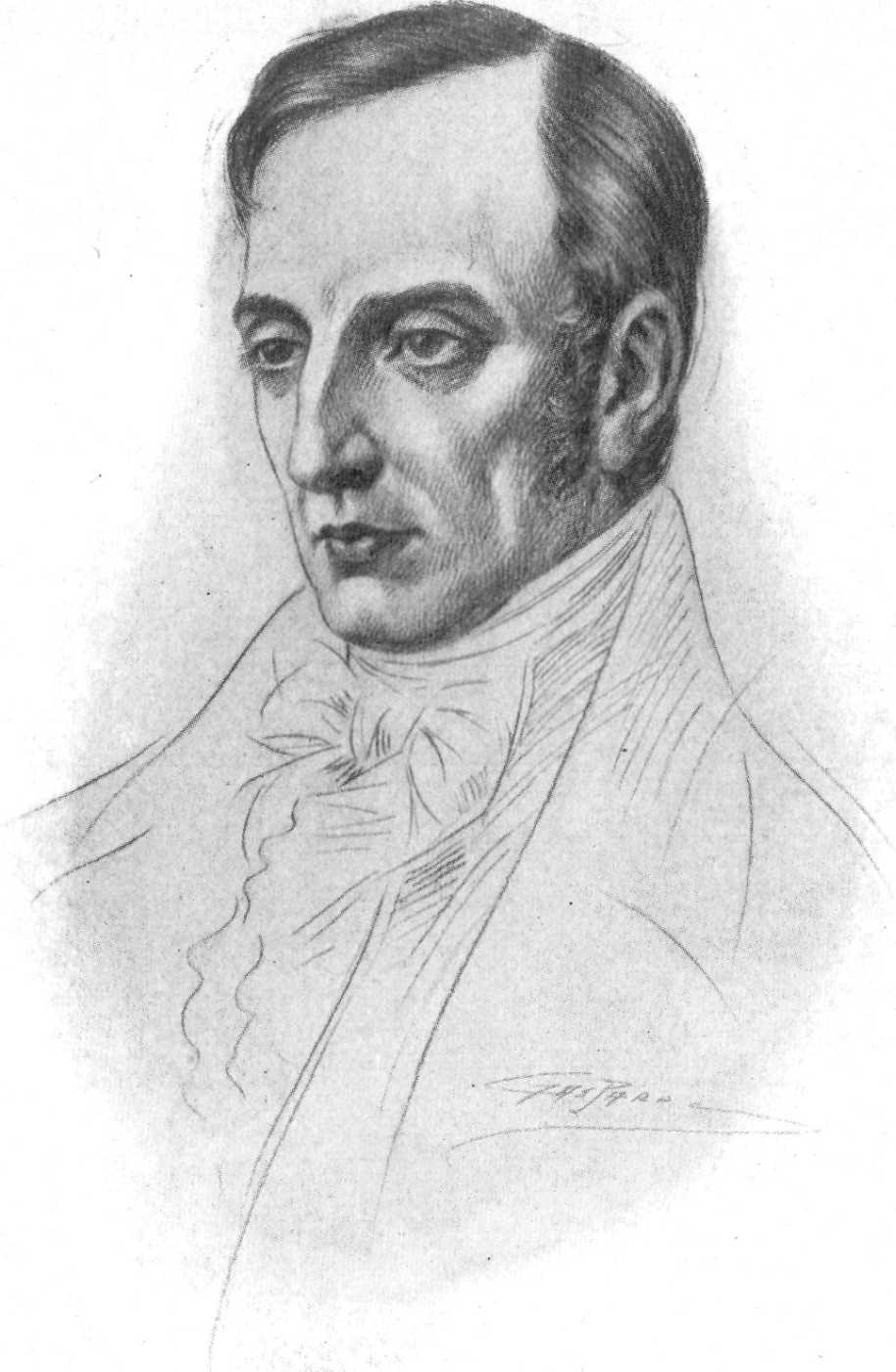
ウィリアム・ワーズワース

ウィリアムが初めてダブ・コテージに出会ったのは、 1799年にサミュエル・テイラー・コールリッジと湖水地方を散策していたときだった。ウィリアムは子供の頃は妹のドロシーと仲が良かったが、二人は長年離れて暮らしていた。2人は1797年にサマセットで、1798年にはドイツで一緒に暮らしていたが、ウィリアムは二人で永住できる家を見つけたいと考えていた。ダブ・コテージは空いていて賃貸に出されていたので、2人はその年の12月20日に住み始め、グラスミアのジョン・ベンソンに年間5 ポンドを支払った。1階のメインの応接室は正面玄関のそばにある「ハウスプレイス(houseplace - イングランド中部の方言で「居間」のこと)」または「キッチン（パーラー）」で、毎日のメインの食事に使われる調理台と窓際の椅子がある。ハウスプレイスの隣にある小さな部屋は、ワーズワース夫妻によってドロシーの寝室として使われていた。独立したキッチンはより手がかかる家事作業に使用され、4番目の部屋は貯蔵庫で食料および酒類の貯蔵庫として使われていた。ワーズワース夫妻は、洗濯と料理をするために隣人のモリー・フィッシャーをメイドとして雇っていた。2階の「ハウスプレイス」の真上に当たる部屋はウィリアムの書斎で、牧草地から湖が見渡せ、ウィリアムはここで仕事をしたり、軽食や接待をしたりしていた。他の3つの部屋は寝室として使われ、食料貯蔵室の上の小さな部屋は後にウィリアムとメアリーの子供たちの保育室として使われた。小さな寝室の壁は1800年に断熱のために新聞紙で覆われた（後に取り除かれたが、1970年代にかつての状態に復元された）。
家の中には水道はなく、トイレも庭の外にあった。ウィリアムとドロシーは家の裏にある庭と果樹園を特に楽しんでいた。そこは彼らの「山間の小さな隅」(little nook of mountain-ground) で 、意図的に「野生」の状態に整えられていた。ウィリアムは湖水地方のロマン派詩人のグループ、後に湖水詩人 (Lake Poets、「湖沼の詩人たち」とも訳) として知られるグループの重要メンバーになった。ロバート・サウジーはケズウィック近郊のグレタ・ホールに住んでいた。サウジーとコールリッジは姉妹のサラとエディス・フリッカーと結婚し、コールリッジ自身は1800年に家族でケズウィックに移住した。コールリッジとサウジーは二人ともダヴ・コテージを頻繁に訪れるようになったが、コールリッジの結婚生活は不幸で、1804年にケズウィックを去った。それでも、彼は時折グラスミアのワーズワース家を訪ねに戻った。ウォルター・スコット、ハンフリー・デービー、チャールズとメアリー・ラムもダブ・コテージに訪れた。後年、トーマス・ド・クインシーが長期滞在者となった。
ウィリアム・ワーズワースの経済状況は、1783年に父が亡くなって以来、逼迫していたが、1802年に父の死後、初代ロンズデール伯爵が父から借りていた負債が利子付きでようやく返済され、いくらか改善された。その結果、ウィリアムはその年の後半に幼なじみのメアリー・ハッチンソンと結婚することができた。コテージは2人の最初の結婚住宅となり、ウィリアムの妹ドロシーと、メアリーの妹サラもこの家に住んでいた。ウィリアムとメアリーの最初の3人の子供、ジョン (1803年)、ドラ (1804年)、トーマス (1806年) は、このコテージで生まれた。ドロシーは、家族がダブ・ コテージに住んでいたころ、注目すべき日記をつけていた。その日記は1897年に「グラスミア 日記」(The Grasmere Journal) として出版され、家族の日常生活や訪問者の個人的な詳細が記されている。ワーズワースは、妹ドロシーの日記からしばしば詩的なインスピレーションを得ていた。
1802年の彼女の日記の、アルズ湖(Ullswater)近くの水仙について書いた記述は、1804年の彼の詩「雲のように孤独にさまよった」のインスピレーションとなった。ダブ・ コテージは、ワーズワース家の家族が増え、多くの訪問者を迎えるには十分な広さではなかったため、1808年5月にグラスミアのアラン・バンクへ移った。ウィリアムは、この家が最初に建てられたときに目障りだと非難し、1810年にグラスミアの中心にあるオールド・レクトリィへ再び移った。最終的に1813年に、彼らは、アンブルサイドのすぐ南に数マイルのところにある、はるかに広く設備の整ったライダル・マウントへ移った。
ワーズワース家は、メアリーが1859年に亡くなるまで、46年間この土地を借り続けた。ウィリアムはその9年前に亡くなっていた。ライダル・マウントは、1969年にウィリアムの玄孫であるメアリー・ヘンダーソン (旧姓ワーズワース) によって購入された。ライダル・マウントは現在もワーズワース家の所有であり、1970年から一般公開されている。

## ワーズワース以後
ワーズワース家の友人であったトマス・ド・クインシーは、ワーズワース家が去った翌年の1809年にダブ・コテージに住み始めた。彼は1807年以来しばしばワーズワース家に滞在しており、ウィリアム・ワーズワースを高く評価していた。ド・クインシーは地元の農家の娘と結婚し、1820年までこの家に住んでいた。彼の著書『阿片中毒者の告白』は、阿片中毒者としての彼の体験に基づいており、コテージで1クォートのアヘンチンキを飲みながらくつろいでいる様子が描かれている。彼はダブ・コテージ、そしてさらに重要なことにその庭に手を加えたことでワーズワース家を怒らせた。家族の人数が増えたためフォックス・ギルに転居せざるを得なかったが、1835年までダブ・コテージを借り続け、そこに本を保管していた。しかし借金のために、結局コテージを永久に去らざるを得なくなった。
ダブ・コテージにはその後、次々と住人が交代した。「ダブ ・コテージ」という名前が初めて使われたのは、1851年の国勢調査で、石炭業者のクリストファー・ ニュービーが妻と6人の子供たちと住んでいた時のことである。1860年代、この家には「ディクソンの宿舎: ワーズワースのコテージ」という看板が掲げられていた。
1880年代後半、このコテージはブラッドフォード郡裁判所の書記官、エドマンド・ リーによって購入された。リーはコテージを所有していた間に詩を書き、ドロシー・ワーズワースの最初の伝記を執筆している。リーの息子もエドマンドという名前で、小説家であり詩人で、詩人協会 (The Poetry Society) の書記をしばらく務めた。ワーズワース・トラストは1890年にコテージを650ポンドで購入し、リーは管財人として利害関係を維持した。このトラストは、ワーズワースの作品と深く結びついたこの場所を保存するという明確な目的を持って、ストップフォード・ブルック牧師によって設立されたものである。このコテージはトラストによって取得された後も「ダブ・コテージ」という名前を保持している。

## 近年の出来事
ワーズワース・トラストは1891年7月以来、このコテージを一般に公開している。コテージはワーズワースの時代からほとんど変わっていないが、トラストは庭をワーズワース夫妻が好んだ「野生の」外観に復元した。観光名所として、ダブ・コテージには年間約70,000人の観光客が訪れている。2020年から2021年にかけて、ワーズワース・グラスミアの敷地は大規模な「再構想」の恩恵を受けた。コテージの改修に加えて、このプロジェクトにより博物館でのさまざまな新しいアクティビティができるようになり、新しい屋外スペースやカフェを楽しめるようになった。ダブ・コテージの石は、フロリダ州ウィンターパークのロリンズ・カレッジにあるウォーク・オブ・フェイムに展示されており、有名人にゆかりのある場所から運ばれた石で構成されている。

## ワーズワース記念館
隣接するワーズワース記念館には、原稿、風景画、肖像画が展示されている。1935年にサイクサイドの小さな改造納屋に設立され、桂冠詩人のジョン・メイスフィールドによって開館された。記念館は1981年に近くの馬車小屋に移転した。ワーズワース・トラストのコレクションを収蔵する新しい建物としてダブ・コテージの近くにジャーウッド・センターが作られ、2004年に詩人でノーベル賞受賞者のシェイマス・ヒーニーを招聘して開館式典が行われた。このセンターではカフェとギフトショップも運営されており、パーセル（建築家）とニッセン・リチャーズ・スタジオによる再開発の後、2021年にオープンした。ジャーウッド・センターは、記念館の収蔵品を長期にわたり安全に保管するためのもので、ワーズワースの原稿の90%を含む65,000点を収蔵している。閲覧室にはロマン派の詩人たちの初版を含む大規模な図書館がある。